# Landtagswahl in Sachsen-Anhalt 1990
- PDS: 12
- SPD: 27
- GRÜ-NF: 5
- FDP: 14
- CDU: 48

- Regierung: 62
- Opposition: 44

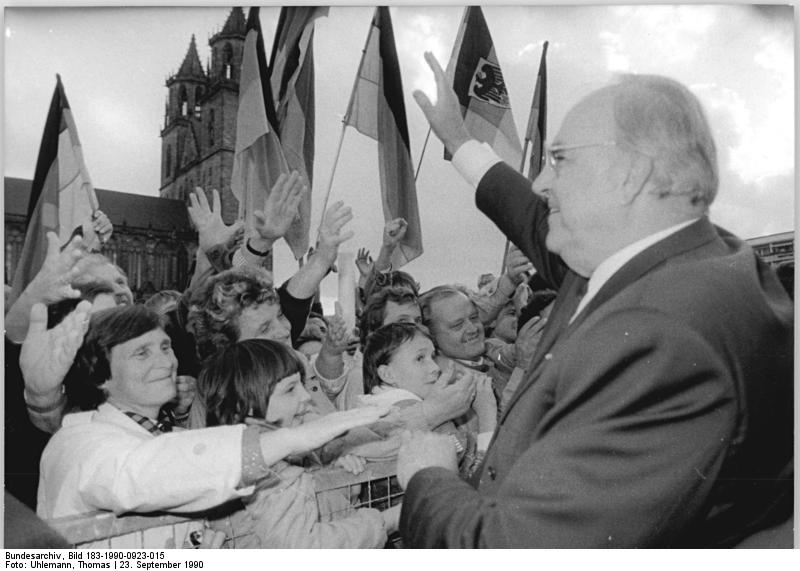
Wahlkampfauftritt des westdeutschen Bundeskanzlers Helmut Kohl (CDU) am 23. September 1990 auf dem Magdeburger Domplatz im Vorfeld der Landtagswahl

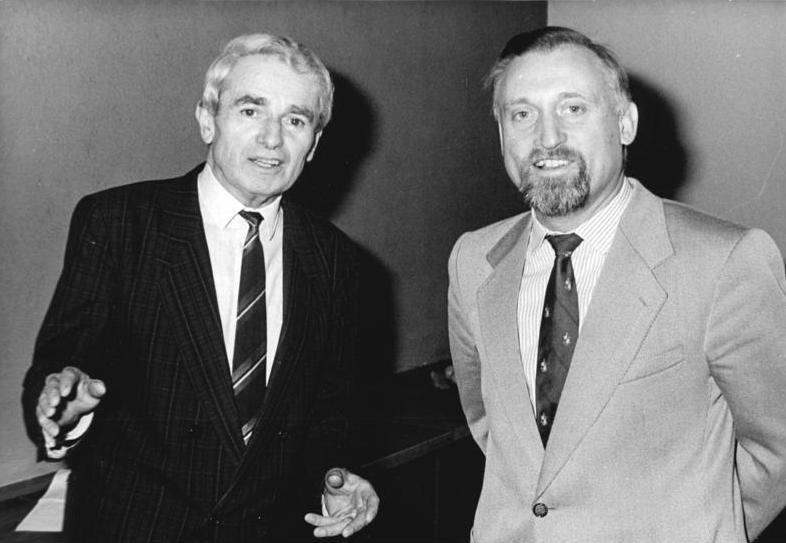
Koalitionsgespräche zwischen CDU und FDP am 24. Oktober 1990, Gerd Brunner (FDP) und Gerd Gies (CDU)

Die Landtagswahl in Sachsen-Anhalt 1990 war die erste Wahl zum Landtag von Sachsen-Anhalt seit der Rekonstituierung des Landes Sachsen-Anhalt nach der Wiedervereinigung Deutschlands. Sie fand am 14. Oktober 1990 statt. Es waren 2.234.994 Einwohner wahlberechtigt; die Wahlbeteiligung lag bei 65,1 %.
Die CDU Sachsen-Anhalt (CDU) wurde mit 39,0 % der Stimmen stärkste Kraft, die SPD Sachsen-Anhalt (SPD) kam auf 26,0 % der Stimmen. Den Einzug in den Landtag schafften weiterhin die Freien Demokraten (FDP) mit 13,5 %, die Partei des Demokratischen Sozialismus (PDS) mit 12,0 % und die Grüne Liste/Neues Forum mit 5,3 % der Stimmen.
Die ursprüngliche Zahl an Sitzen wurde von 98 auf 106 erhöht, nachdem für die CDU acht Überhangmandate angefallen waren. Sie konnte 48 der 49 Wahlkreise für sich entscheiden. Lediglich im Wahlkreis Magdeburg II gewann die SPD mit Reinhard Höppner das Direktmandat.
Es wurde eine christlich-liberale Koalition unter Ministerpräsident Gerd Gies (CDU) gebildet.

## Ergebnis
| Listen                                              | Listen                          | Erststimmen | Erststimmen | Erststimmen | Zweitstimmen | Zweitstimmen | Zweitstimmen | Mandate Gesamt |
| Listen                                              | Listen                          | Stimmen     | %           | Mandate     | Stimmen      | %            | Mandate      | Mandate Gesamt |
| --------------------------------------------------- | ------------------------------- | ----------- | ----------- | ----------- | ------------ | ------------ | ------------ | -------------- |
|                                                     | CDU                             | 573.631     | 40,8        | 48          | 550.815      | 39,0         | –            | 48             |
|                                                     | SPD                             | 345.196     | 24,6        | 1           | 367.254      | 26,0         | 26           | 27             |
|                                                     | FDP                             | 174.056     | 12,4        | –           | 190.800      | 13,5         | 14           | 14             |
|                                                     | PDS                             | 168.667     | 12,0        | –           | 169.319      | 12,0         | 12           | 12             |
|                                                     | GRÜ-NF                          | 84.123      | 6,0         | –           | 74.696       | 5,3          | 5            | 5              |
|                                                     | DSU                             | 27.551      | 2,0         | –           | 24.144       | 1,7          | –            | –              |
|                                                     | DFD                             | 20.705      | 1,5         | –           | 15.628       | 1,1          | –            | –              |
|                                                     | REP                             | –           | –           | –           | 8.992        | 0,6          | –            | –              |
|                                                     | DBU                             | 1.794       | 0,1         | –           | 4.589        | 0,3          | –            | –              |
|                                                     | Chr. L.                         | 227         | 0,0         | –           | 2.193        | 0,2          | –            | –              |
|                                                     | NPD                             | 303         | 0,0         | –           | 1.924        | 0,1          | –            | –              |
|                                                     | Christlich-Soziale Partei (CSP) | 185         | 0,0         | –           | 1.560        | 0,1          | –            | –              |
|                                                     | USPD                            | –           | –           | –           | 598          | 0,0          | –            | –              |
|                                                     | Einzelbewerber                  | 8.513       | 0,6         | –           | –            | –            | –            | –              |
| Gesamt                                              | Gesamt                          | 1.404.951   | 100         | 49          | 1.412.512    | 100          | 57           | 106            |
|                                                     |                                 |             |             |             |              |              |              |                |
| Ungültige Stimmen                                   | Ungültige Stimmen               | 50.683      | 3,5         |             | 43.122       | 3,0          |              |                |
| Wähler                                              | Wähler                          | 1.455.634   | 65,1        |             | 1.455.634    | 65,1         |              |                |
| Wahlberechtigte                                     | Wahlberechtigte                 | 2.234.994   |             |             | 2.234.994    |              |              |                |
|                                                     |                                 |             |             |             |              |              |              |                |
| Quellen: Statistisches Landesamt, Stimmen – Mandate |                                 |             |             |             |              |              |              |                |